# Pardines (Puy-de-Dôme)
Pardines é uma comuna francesa na região administrativa de Auvérnia-Ródano-Alpes, no departamento de Puy-de-Dôme. Estende-se por uma área de 5.18 km². Em 2010 a comuna tinha 289 habitantes (densidade: 55,8 hab./km²).